# Grand Prix-seizoen 1896
In het Grand Prix-seizoen 1896 werd voor het eerst een race in Groot-Brittannië verreden, namelijk Londen-Brighton. Het seizoen begon op 24 mei en eindigde op 14 november na vijf races.

## Kalender
| Datum                  | Land             | Racenaam                | Winnaar          | Constructeur | Verslag |
| ---------------------- | ---------------- | ----------------------- | ---------------- | ------------ | ------- |
| 24-25 mei              | Frankrijk        | Bordeaux-Agen-Bordeaux  | Bousquet         | Peugeot      | verslag |
| 30 mei                 | Verenigde Staten | Cosmopolitan Road Race  | J. Frank Duryea  | Duryea       | verslag |
| 7-8, 11 september      | Verenigde Staten | Providence Race         | Anthony L. Riker | Riker        | verslag |
| 24 september-3 oktober | Frankrijk        | Parijs-Marseille-Parijs | Émile Mayade     | Panhard      | verslag |
| 14 november            | Groot-Brittannië | Londen-Brighton         | Léon Bollée      | Bollée       | verslag |

1894 · 1895 · 1896 · 1897 · 1898 · 1899 · 1900 · 1901 · 1902 · 1903 · 1904 · 1905 · 1906 · 1907 · 1908 · 1909 · 1910 · 1911 · 1912 · 1913 · 1914 · 1915 · 1916 · Eerste Wereldoorlog · 1919 · 1920 · 1921 · 1922 · 1923 · 1924 · 1925 · 1926 · 1927 · 1928 · 1929 · 1930 · 1931 · 1932 · 1933 · 1934 · 1935 · 1936 · 1937 · 1938 · 1939 · 1940-1945 (Tweede Wereldoorlog) · 1946 · 1947 · 1948 · 1949 
 Lijst van Grand Prix-wedstrijden voor 1950